# Wereldtentoonstelling voor het Hotel- en Reiswezen
De Wereldtentoonstelling voor het Hotel- en Reiswezen werd in 1895 gehouden op het Museumplein in Amsterdam. De tentoonstelling zou volgens de criteria van het verdrag inzake wereldtentoonstellingen uit 1928 als gespecialiseerde tentoonstelling met als thema toerisme worden aangemerkt. Het Bureau International des Expositions heeft echter geen enkele gespecialiseerde tentoonstelling met terugwerkende kracht erkend zodat ook deze niet officieel als wereldtentoonstelling geldt.

## Geschiedenis
Het idee voor een tentoonstelling met het hotelwezen als onderwerp werd begin 1893 geopperd door de Nederlandse Hotelhoudersbond (thans opgegaan in HORECAF). Het ging in eerste instantie om een kleinschalige internationale vaktentoonstelling in 1893. Dit eerste initiatief vond vanwege financiële redenen en te korte voorbereidingstijd geen doorgang, maar het zou later wel van een tentoonstelling komen, hoewel niet onder het auspiciën van de Hotelhoudersbond. Onder leiding van de Amsterdamse meubelmaker Napoleon Le Grand (1857-1932) werd een voorlopige commissie bij elkaar gebracht, die zich eind 1893 omvormde tot de Vereeniging Hotelwezen-tentoonstelling.
Door de vereniging werd een uitvoerend comité ingesteld dat de organisatie van de tentoonstelling op zich moest nemen. In september 1894 had dat comité, door een lening aan te gaan bij de Haagse bankier Abraham Oppenheim (1850-1924), voldoende financiële middelen om tot organisatie over te gaan. Door de gemeenteraad van Amsterdam werden de terreinen achter het Rijksmuseum voor de tentoonstelling beschikbaar gesteld, hoewel die tot april 1895 in bruikleen waren door de Amsterdamse Skating- en IJsclubs. Na onderhandelingen gingen die clubs overstag in het eerder afstaan van de terreinen, mits de misgelopen inkomsten werden vergoed.
Voor de inrichting van het tentoonstellingsterrein schreef men reeds in september 1893 een prijsvraag uit in het architectuurtijdschrift Architectura van het Genootschap Architectura et Amicitia (A&A). Het winnende ontwerp kwam van Willem Kromhout. Desalniettemin had comitélid en architect Evert Breman al voor het uitschrijven van de prijsvraag een tentoonstellingsterrein ontworpen. In de loop van 1894 werd bekend dat dat ontwerp van Breman als basis werd genomen, tot onvrede van A&A. Kromhout werd echter wel bij de uitvoering betrokken.
Het comité koos al snel voor een grotere opzet dan de beoogde internationale vaktentoonstelling van de Nederlandse Hotelhoudersbond. Men zette in op een wereldtentoonstelling. Hoewel de naam 'Hotel- en Reiswezen' werd behouden, ging het eigenlijk om een universele wereldtentoonstelling. Voorzitter Nicolaas Arnold Calisch zei daarover in zijn openingsrede: "en, ofschoon niet zonder schroom, veranderden wij ons plan en werd geboren de wereldtentoonstelling van al wat er nieuws is op wel gebied ook, toegankelijk voor ieder die zou meenen zijn voordeel er in te zien als exposant of exploitant zich een plaats te verzekeren."
Op 11 mei 1895 werd de wereldtentoonstelling officieel geopend, hoewel het terrein bij lange na nog niet af was. Bij sommige onderdelen duurde het nog weken zo niet maanden voordat ze gereed waren. Hierop kreeg het uitvoerend comité de nodige kritiek. De wereldtentoonstelling bleef vervolgens geopend tot en met 31 oktober 1895. De drukste dagen waren de beide pinksterdagen (2 en 3 juni) en in totaal werd het evenement bijna een miljoen keer bezocht. De grootste attractie was het miniatuurdorp Oud Holland. Hierin werden zestiende- en zeventiende-eeuwse gevels uit de Hollandse steden nagebouwd zodat bezoekers in één dag door Holland konden reizen.

## Uitvoerend comité
Het uitvoerend comité bestond uit de volgende personen. Naast deze organisatoren werd het uitvoerend comité bijgestaan door Pierre A.J.M. Geselschap (1846-1902), inspecteur van politie en oud-directeur van Maison Stroucken, die tijdens de wereldtentoonstelling als directeur zou optreden.
| Naam                                   | Beroep                                  | Rol in uitvoerend comité    |
| -------------------------------------- | --------------------------------------- | --------------------------- |
| Nicolaas Arnold Calisch (1858-1899)    | procureur en advocaat                   | voorzitter                  |
| Willem Schut (1843-1911)               | hotelhouder voorzitter Hotelhoudersbond | vicevoorzitter              |
| Geert van Mesdag (1863-1939)           | mede-eigenaar cacaofabriek Van Houten   | vicevoorzitter              |
| Foeke Foekens (1861-1943)              | rechtsgeleerde                          | secretaris                  |
| Karel Adolf van der Weide (1862-1911)  | boerdrukker                             | penningmeester              |
| Napoleon le Grand (1857-1932)          | meubelmaker                             | commissaris van exploitatie |
| Evert Breman (1859-1926)               | architect                               | architect                   |
| Heinrich Warndorff (1843-1911)         | directeur Bible Hotel Amsterdam         | -                           |
| Abraham Hendrik van Nierop (1852-1930) | procureur en advocaat                   | -                           |
| Willem Carel de Vos (1857-1900)        | wijnhandelaar                           | -                           |

## Attracties

### Hoofdgebouw
De kern van iedere wereldtentoonstelling werd gevormd door de expositieruimtes waarin verschillende landen de vorderingen op het gebied van economische, culturele en technische ontwikkeling tentoonstelden. Hoewel het uitvoerend comité oorspronkelijk van plan was om - in tegenstelling tot eerdere wereldtentoonstelling - niet te werken met nationale afdelingen, werd dat uiteindelijk toch gedaan. In 1895 waren Nederland, België, Frankrijk, Duitsland, Italië, Oostenrijk-Hongarije, Rusland en het Verenigd Koninkrijk vertegenwoordigd. Verder was er een afdeling 'Pays Divers', met inzendingen uit verschillende (deels niet-vertegenwoordigde) landen en een 'Machine-Galerij', waar uit allerlei landen machinale nieuwigheden werden tentoongesteld.
Binnen in het gebouw bevonden zich de expositielokalen. De hoofdfaçade, die bestond uit een monumentale ingang met twee hoge torens, werd geflankeerd door diverse cafés en restaurants. In beide torens van het hoofdgebouw waren liften aangebracht, één hydraulische en één elektrische, die bezoekers tot ruim veertig meter hoogte brachten. Men kon op die manier te tentoonstelling en de stad Amsterdam overzien. Deze liften werkten overigens maar enkele maanden. De hydraulische lift ging eind juni kapot (waarna vijf mensen uit de toren moesten worden geëvacueerd) en bleek een tijdje gesloten; de elektrische lift werd pas maanden na het begin van de tentoonstelling geopend.

### Oud-Holland

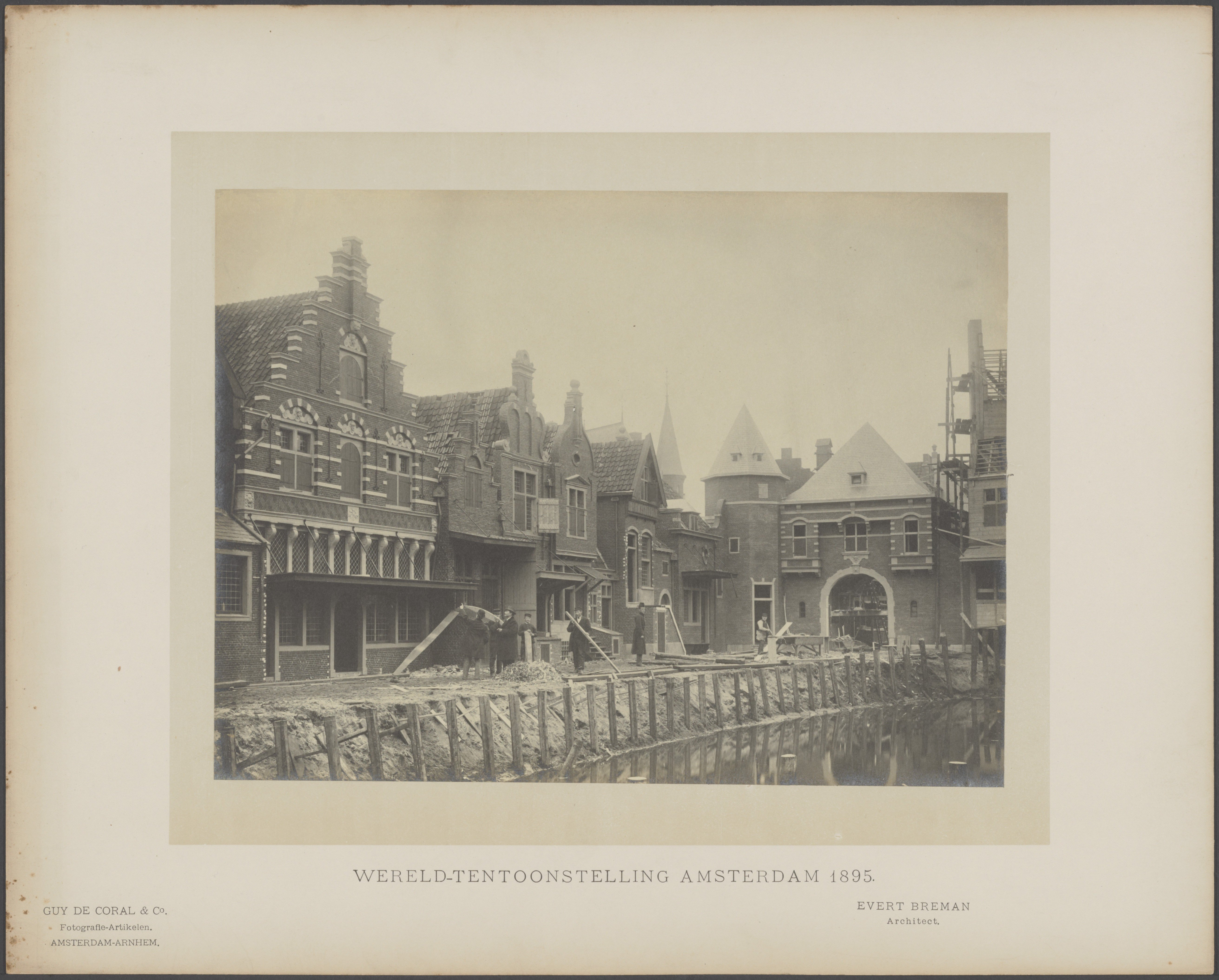
Oud Holland in aanbouw

Hoewel de expositielokalen het kernpunt van de tentoonstelling zou moeten zijn, ging de meeste media-aandacht uit naar Oud-Holland. Het idee voor dit nagebouwde zeventiende-eeuwse stadje was overgenomen van architect Isaac Gosschalk, die in 1894 een 'Oud-Amsterdam' propageerde. Het comité koos er echter voor om geheel Nederland in het stadje op te nemen, hoewel de nadruk op de hoofdstad bleef liggen. Voorts waren op eerdere wereldtentoonstellingen al soortgelijke nagebouwde stadjes verschenen.
Het stadje bestond uit een grachtje, een binnenplaats en een groter marktplein. Blikvangers waren de toegangspoort, een replica van de Nijmeegse Kerkboog, en het nagebouwde oude Amsterdamse stadhuis, dat in 1652 was afgebrand. In de gereconstrueerde huisjes van het dorpje bevonden zich met name horecagelegenheden, winkels met zogenaamd ambachtelijke snuisterijen en enkele opzienbarende acts. Daarnaast was er een populair doolhof.
Heel het stadje was een vorm van re-enactment: het kende een eigen burgemeester, een eigen krant geschreven in zeventiende-eeuws Nederlands, er werden kluchten opgevoerd, acteurs liepen in historische kleding en er werden fictieve geschiedenissen van het stadje geschreven. Bezoekers van de wereldtentoonstelling konden poorter worden van het stadje. Men deed in Oud-Holland bijna letterlijk een stap terug in de tijd.

### Wereldbazar en Mailboot 'Prins Hendrik'
De Wereldbazar was een maanvormige overdekte winkelgalerij waarin allerhande hebbedingetjes en bijouterieën van over de gehele wereld verkocht werden. Men kon er ook proeven van de internationale keuken. Naast de bazaar lag een grote nagebouwde mailboot in een bassin. Het ruim 95-meter lange schip deed dienst als restaurant waarop bezoekers konden ontbijten, lunchen of dineren. Uniek was dat men er kon rijsttafelen; het was een van de eerste keren dat de rijsttafel op grote schaal in Nederland verkrijgbaar was.

### Overige terreinen
Aan de achterkant van het tentoonstellingsterrein waren nog talloze paviljoens van verschillende ondernemers en bevonden zich ook de terreinen voor enkele grotere attracties. Daaronder bevonden zich een sportveld met tribune, de tuinbouwafdeling, een hippodroom en een roetsjbaan. Twee attracties sprongen met name in het oog. Enerzijds was dat de 45-meter hoge 'Reuzenolifant'. Dit was een grote olifant met rijtuig waarin men drie verdiepingen kon beklimmen. Op de eerste verdieping bevond zich een Wiener café. Anderzijds was dat de 'Ballon Captif', waarvan men beweerde dat deze tot 300 meter hoogte opsteeg. In werkelijkheid ging het om zo'n 100 tot 150 meter hoogte. In beide attracties had men wel schitterend uitzicht over de stad Amsterdam.

## Afbeeldingen

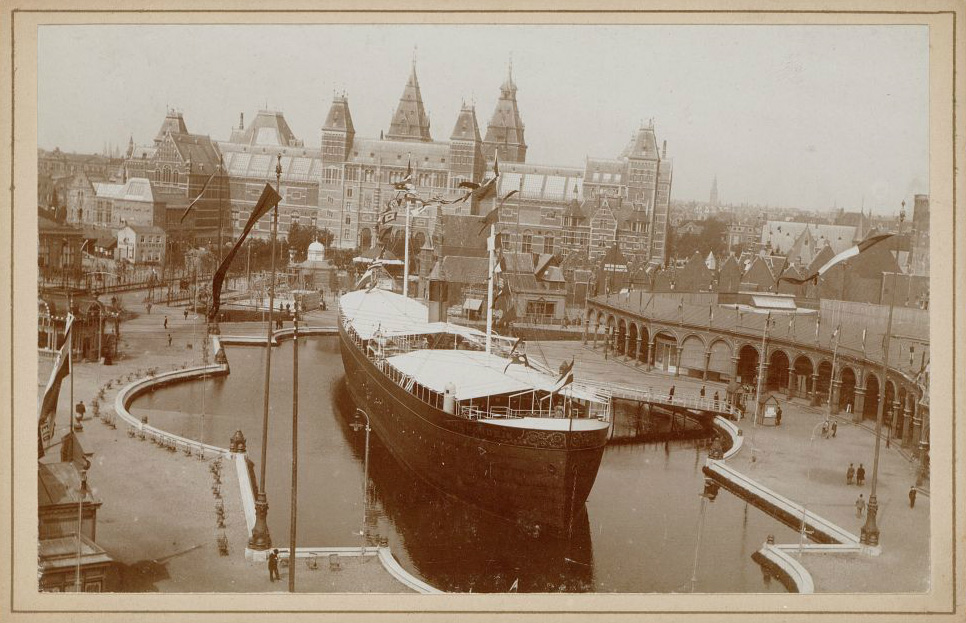
De mailboot 'Prins Hendrik' met op de achtergrond het Rijksmuseum
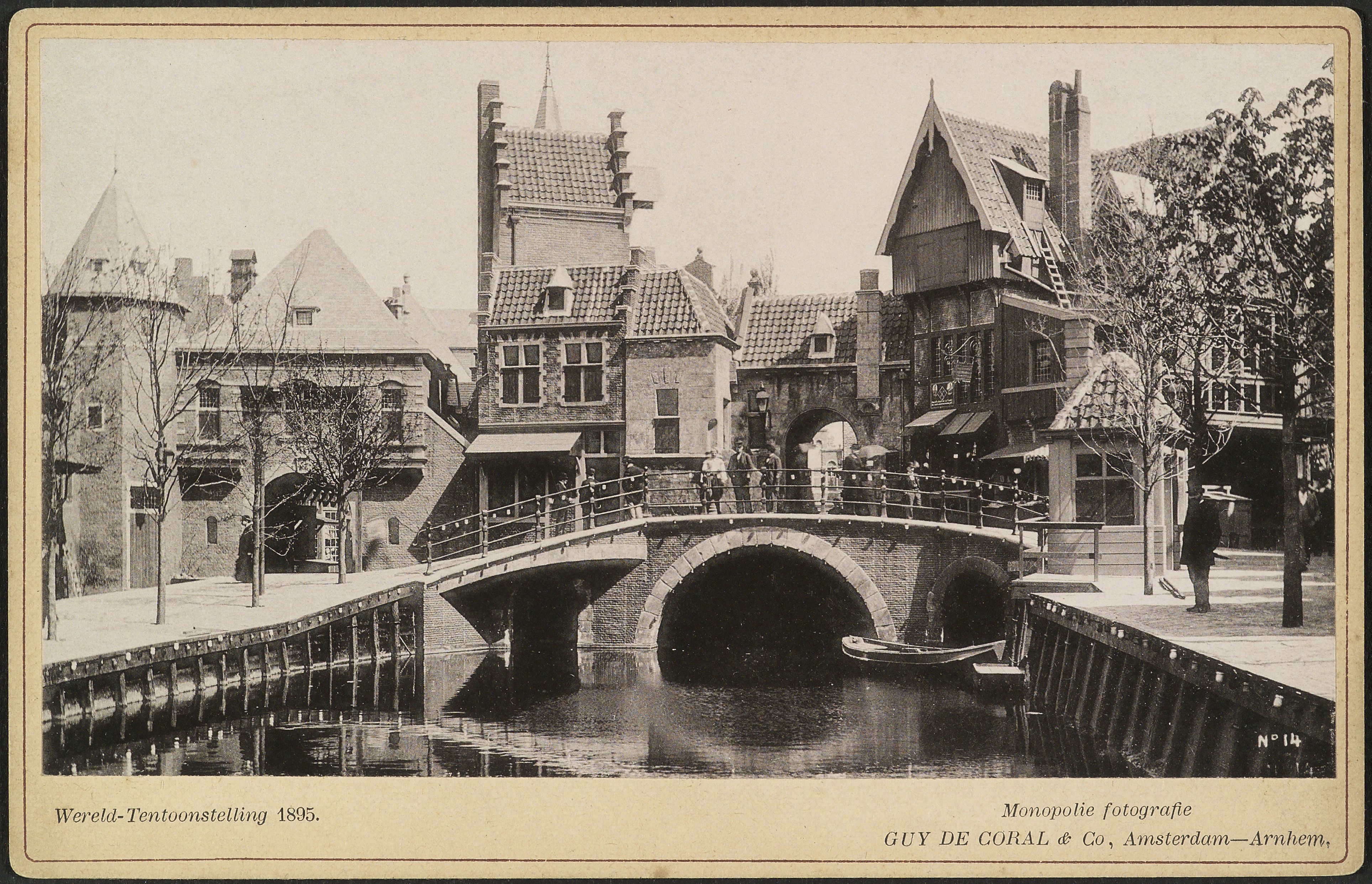
Het grachtje van Oud-Holland
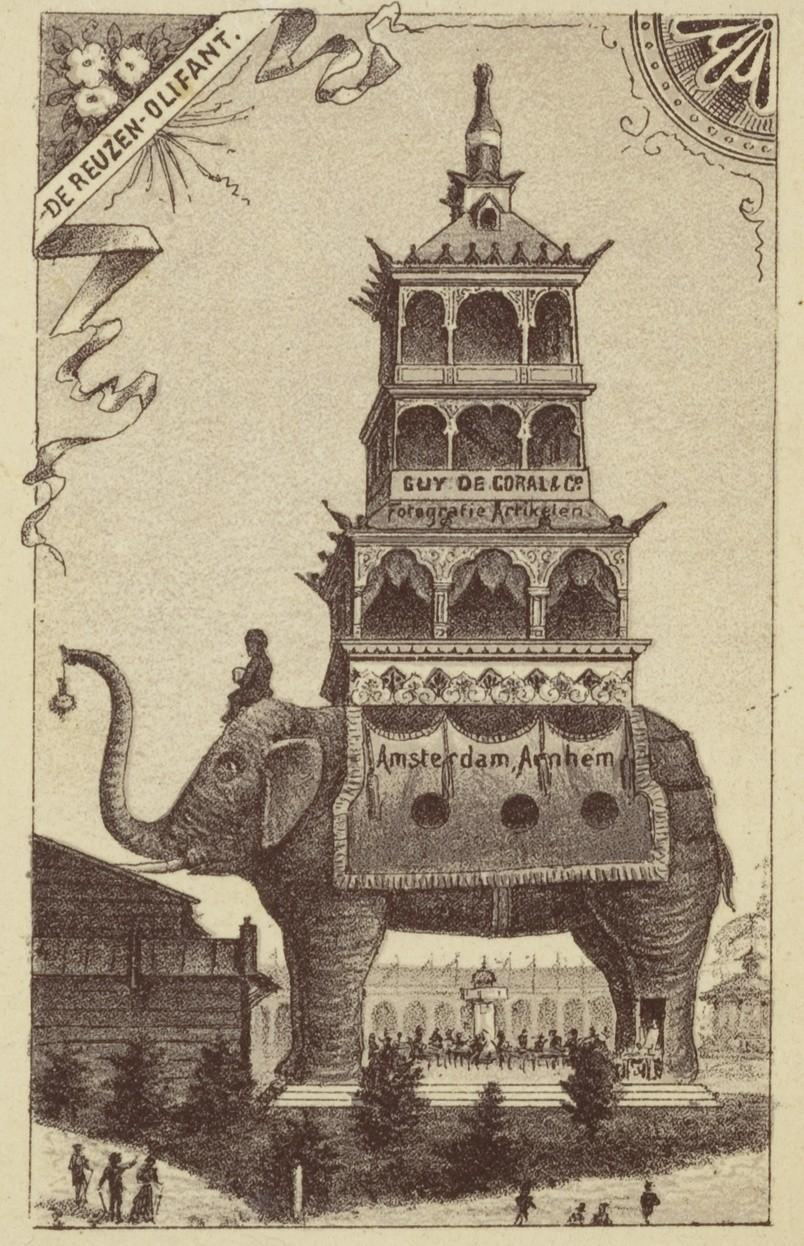
De Reuzenolifant getekend voor een souvenir-leporelloalbum